# 焦磷酸铜
焦磷酸铜（Copper(II) pyrophosphate），化学式Cu2P2O7。分子量301.04。CAS号10102-90-6。

## 性质
淡绿色粉末，不溶于水，溶于酸。可与焦磷酸钾生成可溶性的焦磷酸铜钾配盐。

## 制备
硫酸铜溶液与焦磷酸钠溶液发生复分解，控制pH＝5～5.5，过滤、用水漂洗、离心分离、干燥，制得焦磷酸铜成品。
{\displaystyle {\rm {\ Na_{4}P_{2}O_{7}+2CuSO_{4}\rightarrow Cu_{2}P_{2}O_{7}+2Na_{2}SO_{4}}}}

## 用途
主要在无氰电镀中用作镀液中的铜离子源，适用于装饰性保护层的铜底层和要求渗碳零件的局部防渗碳涂层。